# Adenylosuccinat-Lyase
Adenylosuccinat-Lyase (ASase) (auch: Adenylosuccinase) ist ein Enzym in allen Lebewesen, das zwei chemische Reaktionen im Stoffwechsel der Purine katalysiert: die Abspaltung von Fumarat von 5-Aminoimidazol-4-N-succino-carboxamid-ribonucleotid (SAICAR) bei der de-novo-Synthese von Inosinmonophosphat (IMP); und von Adenylosuccinat bei der Synthese von Adenosinmonophosphat (AMP). Der Mensch exprimiert ASase in allen Gewebetypen. Mutationen im ADSL-Gen sind für Adenylosuccinase-Mangel verantwortlich, eine seltene Erbkrankheit.

## Katalysierte Reaktionen
⇔  + 
Von SAICAR wird Fumarat abgespaltet, AICAR entsteht.
 ⇒  + 
Von Adenylsuccinat wird Fumarat abgespaltet, AMP entsteht.